# Didier Tabuteau
Pour les articles homonymes, voir Tabuteau.
Didier Tabuteau, également connu sous le nom de Didier-Roland Tabuteau, est un haut fonctionnaire français né le 20 mai 1958. Conseiller d'État, il est vice-président du Conseil d'État depuis le 5 janvier 2022, après en avoir présidé la section sociale de 2018 à 2022. 
Spécialiste des questions sociales et de santé, il a travaillé dans les cabinets ministériels auprès de Claude Évin (Santé, 1988-1991), de Martine Aubry (Emploi et solidarité, 1997-2000) et par deux fois de Bernard Kouchner (Santé, 1992-1993 et 2001-2002). Il est également le premier directeur général de l'Afssaps (aujourd'hui Agence du médicament) de 1993 à 1997.

## Biographie

### Études et début de carrière
Après des études au lycée Louis-le-Grand, Didier Tabuteau est élève à l’École polytechnique (X1978) puis à l’École nationale d'administration (promotion Louise Michel, 1984). En 2007, il obtient un doctorat en droit, et l'habilitation à diriger des recherches en 2008, à l'université Paris-Descartes.
Il intègre le Conseil d'État à la sortie de l’ENA en tant qu’auditeur à la section du contentieux puis de l’intérieur. Il revient ensuite à la section du contentieux comme rapporteur public.
En parallèle, il enseigne à l'École polytechnique de 1986 à 2002 et à l'École nationale des ponts et chaussées de 1988 à 2006.
Il dirige le cabinet de Bernard Kouchner au ministère de la Santé de 1992 à 1993 et de 2001 à 2002 et à ce titre est décrit comme un « Kouchner boy ». Il est également directeur adjoint du cabinet du ministre des Affaires sociales, Claude Évin de 1988 à 1991 et Martine Aubry de 1997 à 2000. 
Il est chargé en 2000, comme conseiller du cabinet de Martine Aubry, de rédiger le projet de loi sur le droit des malades, qui sera porté par le deuxième cabinet Kouchner qu'il dirigera. Ce projet deviendra la loi relative aux droits des malades et à la qualité du système de santé du 4 mars 2002.

### Directeur général de l'Agence du médicament
Didier Tabuteau est directeur général de l'Agence du médicament (actuelle Agence nationale de sécurité du médicament et des produits de santé) de sa création en 1993 jusqu'en 1997, soit durant la période où se produisent les faits aboutissant à l'affaire du Mediator.
Il témoigne donc en 2019 au procès correspondant sans être inquiété par les enquêteurs,,.
Le rapport de l’Inspection générale des affaires sociales (IGAS) ne souligne que la dissimulation par le laboratoire Servier de la nature amphétaminique du Mediator, les autorités sanitaires n’étant, selon lui, que les victimes de l’industriel. Aquilino Morelle est l'inspecteur IGAS choisi par le ministre de la Santé Xavier Bertrand pour cette mission. C'est un « vieil ami de Didier Tabuteau », avec qui il a écrit un ouvrage intitulé La Santé publique (2010), et tous les deux enseignent à Sciences Po au sein de la chaire santé, dirigée par Didier Tabuteau. Le rapport de l'IGAS, rendu public le 15 janvier 2011, sert de canevas à l’information judiciaire. Selon Le Figaro, il fait l’impasse sur la période Tabuteau à l’Agence.

### Pantouflage et retour au Conseil d'État
Après l'alternance en 2002, Didier Tabuteau est placé à sa demande en disponibilité pour rejoindre le secteur privé et devient directeur général de la fondation Caisses d’épargne pour la solidarité, fondation d'utilité publique devenue aujourd’hui Fondation partage et vie, pendant sept ans.
En 2011, il réintègre le Conseil d'État à la section sociale[pas clair] puis à la section sociale, dont il est nommé président le 6 juin 2018, succédant à Jean-Denis Combrexelle.
Habilité à diriger des recherches, il est, de 2006, date de sa création, jusqu'en 2018, responsable de la chaire Santé de l'Institut d'études politiques de Paris où il enseigne et co-directeur de l'Institut Droit et Santé de l'université Paris-Descartes devenue université Paris-Cité, dont il est professeur associé.

### Vice-président du Conseil d'État
Alors qu'il n'était pas candidat à la succession de Bruno Lasserre, il est nommé vice-président du Conseil d'État le 5 janvier 2022 par décret du président de la République Emmanuel Macron.

## Distinctions
- Commandeur de la Légion d'honneur (2021)[13].
- Docteur honoris causa de l'université de Franche-Comté (2015)[3].

## Publications
- Dis, c'était quoi la Sécu ? : lettre à la génération 2025, éditions de l'Aube, 2009 (poche 2010  (ISBN 978-2-8159-0046-1))
- Manifeste pour une santé égalitaire et solidaire, en collaboration avec François Bourdillon, André Grimaldi, Olivier Lyon-Caen et Frédéric Pierru, éditions Odile Jacob, 2011
- Les contes de Ségur : les coulisses de la politique de santé (1988-2006), Ophrys, 2006
- La santé publique, avec Aquilino Morelle, Que sais-je ? Presses universitaires de France, 2010, et dernière édition en 2022.
- Les nouvelles frontières de la santé, éditions Jacob-Duvernet, 2006
- La sécurité sanitaire, éditions Berger-Levrault, 2002
- Démocratie sanitaire : les nouveaux défis de la politique de santé, Odile Jacob, 2013
- De l'observance à la gouvernance de sa santé, avec Anne Laude, Presses Universitaires de France, 2007
- Essais cliniques, quels risques ? avec Anne Laude, Presses Universitaires de France, 2007
- Information et produits de santé, quelles     perspectives ? avec Anne     Laude,  Presses Universitaires de France, 2006
- Sécurité des patients, sécurité des consommateurs     convergences et divergences, avec Anne Laude, Presses Universitaires de France, 2009
- Traité d'économie et de gestion de la santé, avec Pierre-Louis Bras et     Gérard de Pouvourville, Presses de Sciences Po, 2009
- Droit de la santé, avec Anne Laude et Bertrand Mathieu, puis Anne Laude et     Xavier Bioy pour la 4ème édition de 2020, Presses Universitaires de France
- Traité de santé publique, avec François  Bourdillon et Gilles Brücker, Lavoisier, 2016
- Les droits des malades, avec Anne Laude, Presses Universitaires de France, 2018
- Les assurances maladie, avec Pierre-Louis Bras, Presses Universitaires de France, 2021